# Ixodes arebiensis
Ixodes arebiensis är en fästingart som beskrevs av Joseph Charles Arthur 1956. Ixodes arebiensis ingår i släktet Ixodes och familjen hårda fästingar. Inga underarter finns listade i Catalogue of Life.